# Sandy Becker
Sandy Becker est un acteur américain né le 19 février 1922 à New York, New York (États-Unis), mort le 9 avril 1996 à Remsenburg (en) (New York).

## Filmographie
- 1953 : The Sandy Becker Show (série TV) : Host / Hambone / Norton Nork / The Big Professor / Dr. Gesundheit / K. Lastima / Arthur Arrowroot
- 1950 : Armstrong Circle Theatre (série TV) : Host / Narrator (1954-1955)
- 1960 : King Leonardo and His Short Subjects (en) (série TV) : Wizard the Lizard
- 1964 : Underdog (série TV) : The Sergeant / Ruffled Feathers (voix)
- 1966 : The Beagles (en) (série TV) : Stringer (voix)
- 1968 : Go Go Gophers (en) (série TV) : Ruffled Feather / Sgt. Hokey Loma (voix)